# Ochsenkamp (Elberfeld)
Ochsenkamp, auch Auf dem Ochsenkamp, ist eine Ortslage und Flurbezeichnung in der bergischen Großstadt Wuppertal. Der Name Ochsenkamp ist als eigenständige Bezeichnung für diese Ortslage mehrheitlich nicht mehr im Bewusstsein der Bevölkerung vorhanden.

## Lage und Beschreibung
Die Topographische Aufnahme der Rheinlande von 1824 verzeichnet Ortslage Ochsenkamp, mit der etymologischen Bedeutung „Ochsenweide“. Sie liegt im Tal der Wupper am nördlichen Flussufer vor den südöstlichen Ausläufern des Nützenbergs. Benachbarte Ortslagen sind Am Brill, Am Grünewalder Berg und Untere Steinbeck.
Im 18. Jahrhundert lag der Ochsenkamp vor den Toren Elberfelds, nun im Stadtbezirk Elberfeld-West, und wurde gelegentlich auch für Versammlungen benutzt.

## Geschichte

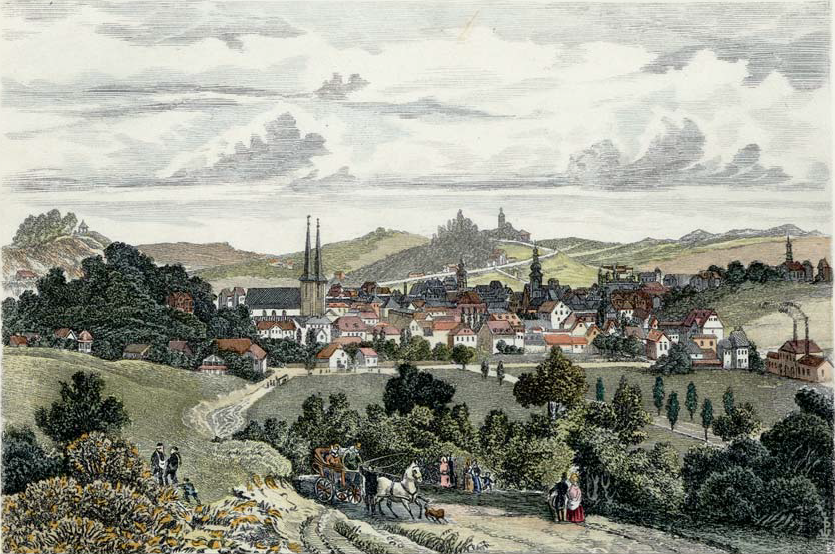
Der Blick vom Nützenberg in den 1850ern auf Elberfeld. Im Vordergrund die Nützenberger Straße, die Allee ist die neue Königsstraße, die den Ochsenkamp durchquert.

1711 versammelten sich Reformierte Christen aus dem ganzen Bergischen Land auf dem Ochsenkamp und folgten der Predigt des Wanderpredigers Ernst Christoph Hochmann von Hochenau. Die Predigt, von der Johann Heinrich Jung-Stilling schriftlich über das ihm zugetragene Ereignis berichtete, war das Initial der Beginn einer Bewegung in Elberfeld. Es bildete sich eine Splittergruppe der Pietisten um den Bandfabrikanten Elias Eller und entwickelte sich zu einer Erweckungsbewegung. Ellers Anwesenheit auf dem Ochsenkamp bei der Predigt von Hochenau ist nicht belegt, er wurde später zum Gründer und Leiter einer radikal-pietistischen christlichen Sekte der Zioniten und der Stadt Ronsdorf.
Auf dem Ochsenkamp treffen am 7. Mai 1762 Hannoversche Truppen auf französische Truppen, die Elberfeld besetzt hielten, und besiegten sie hier.:S. 180
1832 gehörte Ochsenkamp zur Hülsbecker Rotte des ländlichen Außenbezirks des Kirchspiels Elberfeld. Der laut der Statistik und Topographie des Regierungsbezirks Düsseldorf als Kotten kategorisierte Ort wurde als Auf dem Ochsenkamp bezeichnet und besaß zu dieser Zeit ein Wohnhaus und ein landwirtschaftliches Gebäude. Zu dieser Zeit lebten zwölf Einwohner im Ort, davon fünf katholischen und sieben evangelischen Glaubens.
Im 19. Jahrhundert, zur Zeit der Industrialisierung, entwickelten sich in Elberfeld zwei Gewerbegebiete. Eins im Osten im Bereich der östlichen Hofaue und mit der Erschließung des Gebietes mit der westlichen Königsstraße (heute Friedrich-Ebert-Straße) am Ochsenkamp. So war 1837 das Unternehmen der Gebr. Boeddinghaus das erste, das sich hier ansiedelte, als zweites folgte 1845 die Brauerei Küpper.